# ベランジェ (トゥールーズ伯)
トゥールーズ伯ベランジェ（フランス語：Bérenger de Toulouse, カタルーニャ語：Berenguer de Tolosa, 790/800年頃 - 836年頃）は、トゥールーズ伯（在位：816年 - 835年）、セプティマニア公、バルセロナ伯、ルシヨン伯およびアンプリアス伯（在位：832年 - 835年）。賢伯（フランス語：le Sage, カタルーニャ語：el Savi）とよばれた。

## 出自
『皇帝ルートヴィヒの生涯（Vita Hludovici）』によると、ベランジェはウンルオッホ伯（ドイツ語：Unruoch, フランス語：Unroch, ? - 853年11月以前）の息子である。父ウンルオッホはアダルガウド（Adalgaudum）の息子で、ヴェストファーレンのサクソン人貴族の一人とされており、802年にカール大帝に忠誠を誓い、皇帝に常に従い、806年には皇帝の特使を務め、『フランク王国年代記』およびアインハルトの年代記によると、811年にカール大帝とデンマーク王ヘミングとの間の平和条約の交渉に参加したフランク貴族の一人であったとされている。アインハルトによると、814年にカール大帝の遺言書の証人として副署した15人の伯爵のうちの一人であった。また、『サンベルタン年代記』によると、839年にテルノワ伯（現在のパ＝ド＝カレー県）であったという。後年、父ウンルオッホはサンベルタン修道院に隠棲したが、『サンベルタン年代記』によると、その修道院はウンルオッホの三男アダラール（810年頃 - 864年）が修道院長を務め、ウンルオッホおよびその妻アンジェルトルド（トゥールーズ伯・パリ伯ベゴの娘ともいわれる）が死去したのもその修道院であったという。ベランジェの弟フリウーリ辺境伯エーバーハルト（805年頃 - 864年、在位：853年 - 864年）は、イタリア王となるベレンガーリオ1世の父である。

## 生涯
『皇帝ルートヴィヒの生涯』によると、816年にトゥールーズ伯であったベゴ（パリ伯、ジラール家）が死去し、皇帝ルートヴィヒ1世はベランジェをトゥールーズ伯に任じた。トリーアのテガン（Thegan）はベランジェと皇帝ルートヴィヒ1世が親戚関係にあったとしている。
817年に、ベランジェは同年にアキテーヌ王となったピピン1世の顧問となった。818年、ピピンはガスコーニュ公ルプ3世（Loup III）に自身のアキテーヌ王位を認めさせようとした。しかしルプ3世はこれを拒否し、皇帝ルートヴィヒはルプを処罰したが、これに対しルプは反乱を起こした。819年、ピピンは軍を率いて、トゥールーズ伯ベランジェおよびオーヴェルニュ伯ゲランと共にガスコーニュに侵攻した。ルプは敗北を喫し、弟ガルサンドを含む家臣らと共に逃亡したが、ガルサンドは途中で殺害された。ルプ3世は不忠のかどで地位を剥奪され追放された。ガスコーニュはベランジェに与えられた。
複数の文献において、825年から830年の間で、ベランジェはルートヴィヒの特使であったと記されている。

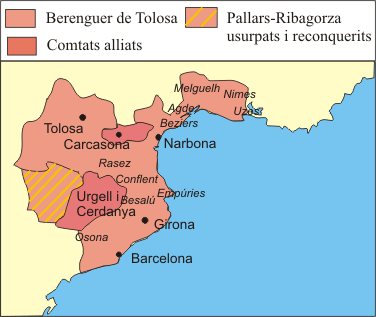
832年以降のベランジェの領地（茶色の領域）

831年、ピピンはベランジェの忠告を聞かず、ベルナール・ド・セプティマニーの支援を受け、父皇帝ルートヴィヒに対し反乱を起こした。ベランジェはベルナールの領地に侵攻し、832年にベルナールを敗北させ、降伏させた。ベルナールとピピンはルートヴィヒの前に連れてこられ、ピピンは捕囚の身となり、アキテーヌ王国は異母弟シャルルに与えられた。ベルナールは異母弟アンプリアス伯ゴーセムとともに不忠を責められ、すべての領地を取り上げられた。それらの領地はベランジェに与えられ、ベランジェはバルセロナ伯、セプティマニア公、スペイン辺境伯およびアンプリアス伯となった。
834年、ピピンは父ルートヴィヒとの関係を修復し、共に兄ロタールと敵対した。シャロン＝シュル＝ソーヌの防衛戦では、ピピンはベルナール・ド・セプティマニーの支援を受けてロタールを敗北させた。ベルナールは2年前にベランジェに渡ったすべての領地の返還を求めたが、ベランジェは常に皇帝とピピンに忠実に仕えており、これに同意しなかった。
835年、皇帝ルートヴィヒはロタールとの和平のためリヨン近郊で会議を行うこととし、皇帝から賢伯と呼ばれていたベランジェは3人の皇帝特使のうちの一人としてロタールと交渉し和平を結ぶ役割を果たした。ロタールは父皇帝の権威を認め、忠誠を誓った。
836年、イタリアからピピンと共にアキテーヌに戻る途中で、ベランジェは突然死去した。トゥールーズ伯領、バルセロナ伯領、セプティマニア公領およびスペイン辺境伯領は、ベルナール・ド・セプティマニーに与えられた。
ベランジェの妻や子女については不詳である
。

### 一次資料
- （ラテン語）Monumenta Germaniae Historica, tomus I.
- （ラテン語）Monumenta Germaniae Historica, tomus II.
- （ラテン語）ANNALES REGNI FRANCORUM[リンク切れ].
- （ラテン語）Monumenta Germaniae Historica, tomo legum primo.
- （ラテン語）Annales Bertiniani.

### 史料文献
- René Poupardin, "Ludovico il Pio", in Storia del mondo medievale, vol. II, 1999, pp. 558 - 582